# Arche de Darwin
Pour les articles homonymes, voir Darwin.
L'arche de Darwin, en espagnol Arco de Darwin, est un îlot inhabité d'Équateur situé dans l'archipel des Galápagos. Il s'agissait d'une arche naturelle étroitement liée à l'île Darwin toute proche, ce qui explique le nom attribué à cet îlot.
Cette arche naturelle cède à l'érosion et s'effondre le 17 mai 2021 pour ne laisser que les colonnes latérales,,.

## Situation

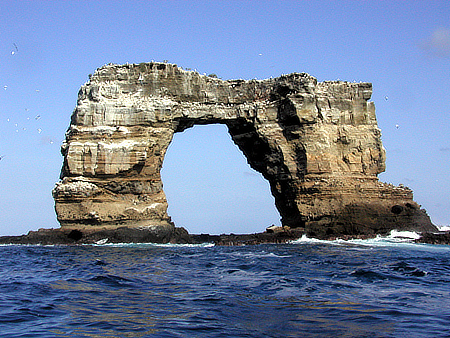
Vue de l'arche de Darwin.

L'arche de Darwin est située dans le Nord-Ouest des îles Galápagos, à moins d'un kilomètre au sud-est de l'île Darwin et au nord-ouest de l'île Wolf. Culminant à une quinzaine de mètres d'altitude, elle est entourée par quelques récifs et ses eaux constituent un site de plongée.

## Formation
Issue de l'érosion marine, l'arche de Darwin faisait partie de l'île Darwin lorsque cette île était encore un volcan actif non érodé il y a plusieurs centaines de milliers d'années.